# Smithiantha naegelioides
Smithiantha naegelioides là một loài thực vật có hoa trong họ Tai voi. Loài này được (Van Houtte) Wiehler miêu tả khoa học đầu tiên năm 1976.